# 美國對伊朗的制裁
美國對伊朗的制裁是美国对伊朗实施一系列有關经济、贸易、科学和军事的制裁。美国的经济制裁由美国外国资产控制办公室負責實施。目前，美国对伊朗的制裁包括：禁止美国与伊朗进行交易，禁止向伊朗航空公司出售飞机和维修零件。
美国针对伊朗核计划以及伊朗支持被美国视为恐怖组织的真主党、哈马斯和巴勒斯坦伊斯兰圣战组织，对伊朗实施制裁。伊朗对伊拉克什叶派民兵和也门内战中胡塞武装的支持也在争论之中。